# ルイス・サンディ
ルイス・サンディ（Luis Sandi Meneses、1905年2月22日 - 1996年）は、メキシコの作曲家。
メキシコシティで生まれ、6歳から14歳までメキシコシティ郊外のタクバヤで過ごした。15歳で国立音楽院に入学し、ヴァイオリン、声楽、作曲を学んだ。またカルロス・チャベスのワークショップにも参加し、作曲と指揮を学んだ。
その後、メキシコ交響楽団や国立交響楽団で指揮を行っていたが、オペラ『カルロタ』とバレエ『ボナンパク』が注目を浴びると、作曲活動に重点をおくようになった。特にマドリガル合唱団という合唱団のために多くの曲を作編曲している。1963年から1966年までユネスコ国際音楽評議会のメンバーを務めた。
作風は土着の音楽の要素を統合したものである。

## 主な作品

### オペラ
- カルロタ（1948）
- バルコニーの女性

### 管弦楽曲
- 杜甫（1956）
- 交響曲第2番（1979）

### 合唱曲
- トロイの木馬~合唱とオーケストラのための（1945）

### 器楽曲
- 5つの細密画（1959-60）
- 古風なエア（1961）